# René Adolphe Schwaller de Lubicz
René Adolphe Schwaller de Lubicz, nacido René Adolphe Schwaller (30 de diciembre de 1887-7 de diciembre de 1961), fue un químico, filósofo, metafísico y egiptólogo francés, especializado en la geometría sagrada y simbología de la Antigüedad. Es conocido por su estudio durante doce años del arte y la arquitectura del templo de Luxor en Egipto y su libro subsiguiente El templo del hombre.

## Biografía

### Primeros años

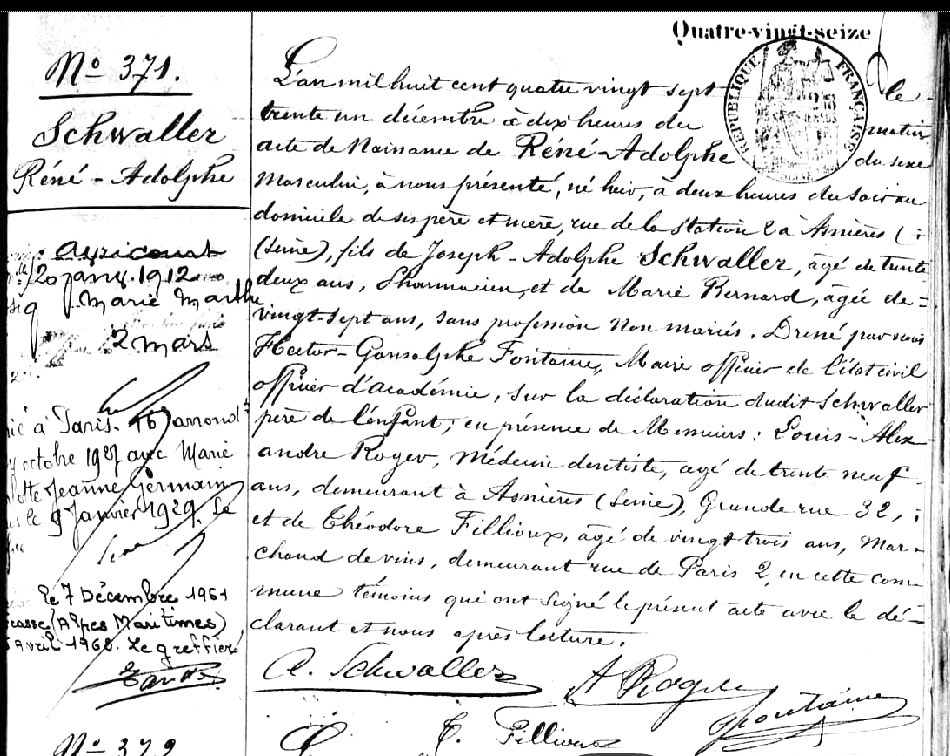
Certificado de nacimiento de René Adolphe Schwaller. Nació en Asnières-sur-Seine el 30 de diciembre de 1887.

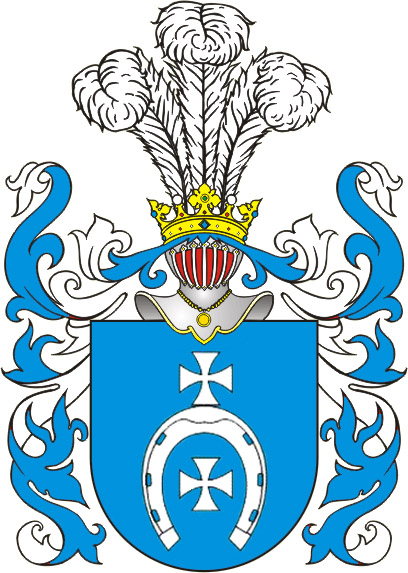
Escudo de armas de los Lubicz.

René Schwaller dejó su casa a la edad de dieciocho años tras haber completado sus estudios de química farmacéutica con su padre. Se trasladó a París desde la Alsacia para estudiar física y química modernas. Desarrolló un interés por la alquimia, leyendo cada texto alquímico que pudiera encontrar, incluyendo algunos de Paracelso y de Ramon Llull. También desarrolló interés en la pintura, llegando a ser estudiante de Matisse.
Adoptó el título "de Lubicz" en 1919 por el escritor lituano, místico y diplomático Oscar Vladislas de Lubicz Milosz.
También escribió bajo el pseudónimo místico de 'Aor', que en hebreo significa "Luz de la mente más alta".
Llegó a estudiar teosofía y la Sinarquía de Saint Yves d'Alveydre.

### Les Veilleurs
Schwaller de Lubicz fue el fundador en 1919, junto a otros miembros de la Sociedad Teosófica, del grupo esotérico de derechas francés Affranchis, que publicó la revista L'Affranchi-Hiérarchie, Fraternité, Liberté, una revista mensual de arte y filosofía, que proponía una renovación espiritual y social dentro del marco de una filosofía política y mística. Su presidente fue René Bruyez. El 23 de julio de 1919 el grupo se disolvió y fue sustituido por otro: Les Veilleurs ("Los Vigilantes"), al cual presuntamente perteneció el joven Rudolf Hess (según el historiador Pierre Mariel). Su uniforme consistía en una camisa oscura, botas altas y pantalones de equitación, semejante al de la Sturmabteilung.
Les Veilleurs redactaron su manifesto en diciembre de 1919, una visión política, mediante una serie de cartas llamadas "Apelaciones" y firmadas por sus miembros. La carta firmada por "Aor" estaba dirigida "A los Judíos", y les aconsejaba "volver a casa". El primer número de su revista, Veilleur, contenía un artículo antisemita anónimo aparecido previamente en una revista masónica de 1898.
El artista André Van den Broeck, en su memoria y biografía de Schwaller de Lubicz, le describe como antisemita, y Joscelyn Godwin comenta que "Schwaller de Lubicz no fue lo suficientemente vengativo como para persistir en el curso de acción seguida por Hess y Hitler, pero tampoco fue suficientemente humano, al parecer, como para lamentar su contribución a las corrientes del tiempo".
En su biografía de Schwaller de Lubicz, La Vie et loeuvre de Rene Schwaller de Lubicz, Erik Sable escribe, "Las conexiones nazis de De Lubicz, que algunos supuestamente sostienen son fingidas, espurias, infundadas y totalmente sin mérito; que solo exponen la naturaleza superficial de aquellos autores que sucumbieron a la Historia del vencedor". Téngase en cuenta, en este contexto, que en sus escrituras, Schwaller de Lubicz a menudo se refiere a los libros de Moisés en el mismo tono que con la filosofía teocrática egipcia— como contenido de principios esotéricos universales.

### Suhalia
Durante la década de 1920, Schwaller de Lubicz estableció en Suiza, con su mujer Isha, la Estación Scientifique Suhalia, un centro de búsqueda que constaba de "laboratorios de física, química, microfotografía y para la fabricación de tinturas homeopáticas, instalados junto a un observatorio astronómico, una tienda de máquinas, talleres de carpintería, herrería, impresión, tejeduría, tejido de mantas, cristalería y un teatro".
Allí, Schwaller de Lubicz compiló su visión filosófica y en 1926 publicó su libro L'Appel du Feu, donde su "inspiración e inteligencia más alta es personificada como 'Aor'". Suhalia sería así la ubicación donde empieza a "elaborar su filosofía de la evolución de consciencia". 
En Suhalia, entre 1926 y 277, Schwaller inventa un juego de tarot en estilo egipcio que consta de 25 cartas (originalmente en blanco y negro), parcialmente copiadas y en parte inspiradas en pinturas de dioses egipcios. Se supone que el pintor y músico italiano Elmiro Celli y Lucie Lamy, hija de Isha, contribuyeron a la realización de este "juego de la vida". Pero la participación activa de Isha en la planificación no debe excluirse, ya que fue una apasionada egiptóloga y erudita de las religiones comparadas (judaísmo, cristianismo, islamismo, hinduismo, budismo y taoísmo).

### Egipto

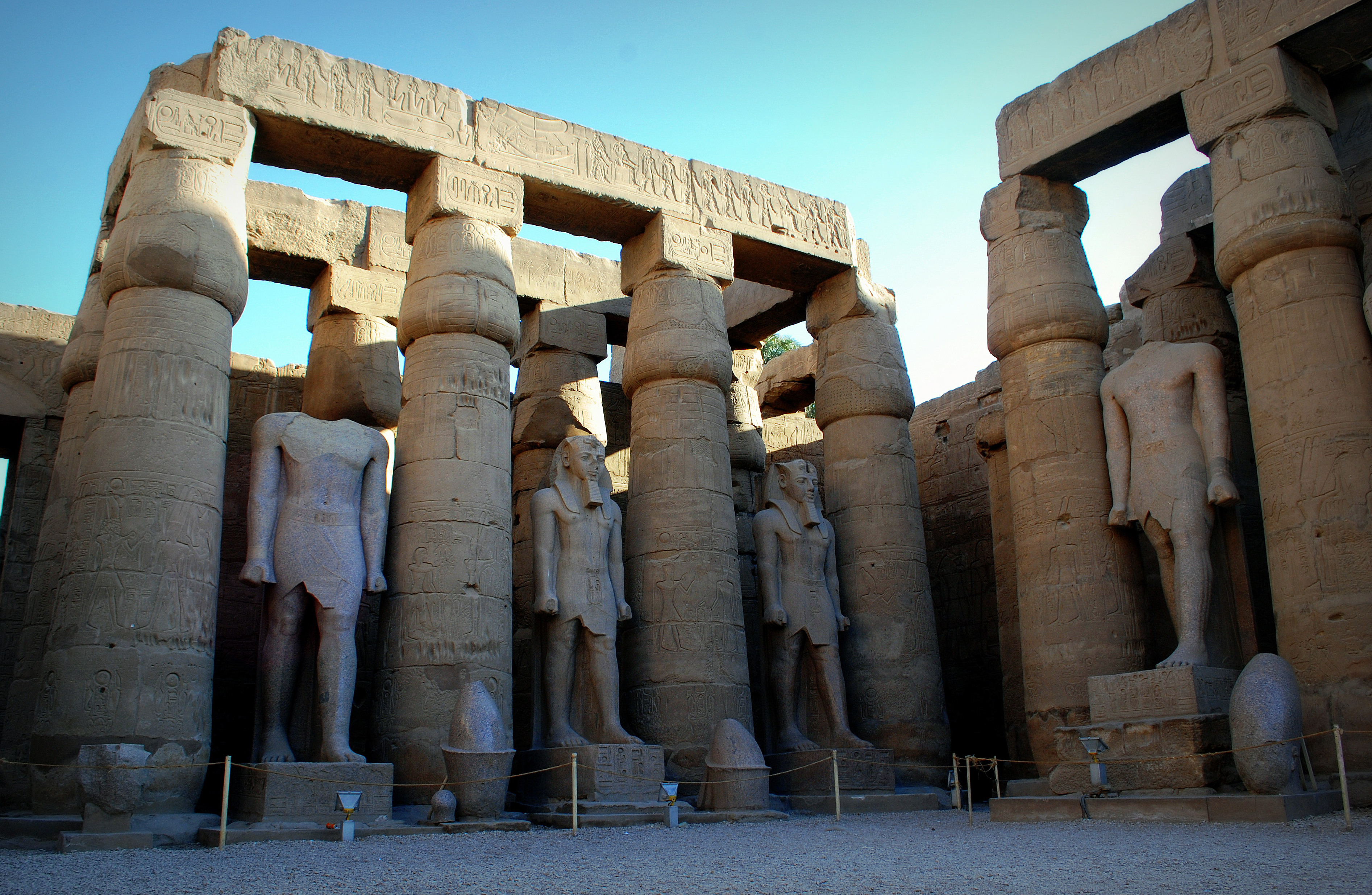
Interior del Templo de Luxor.

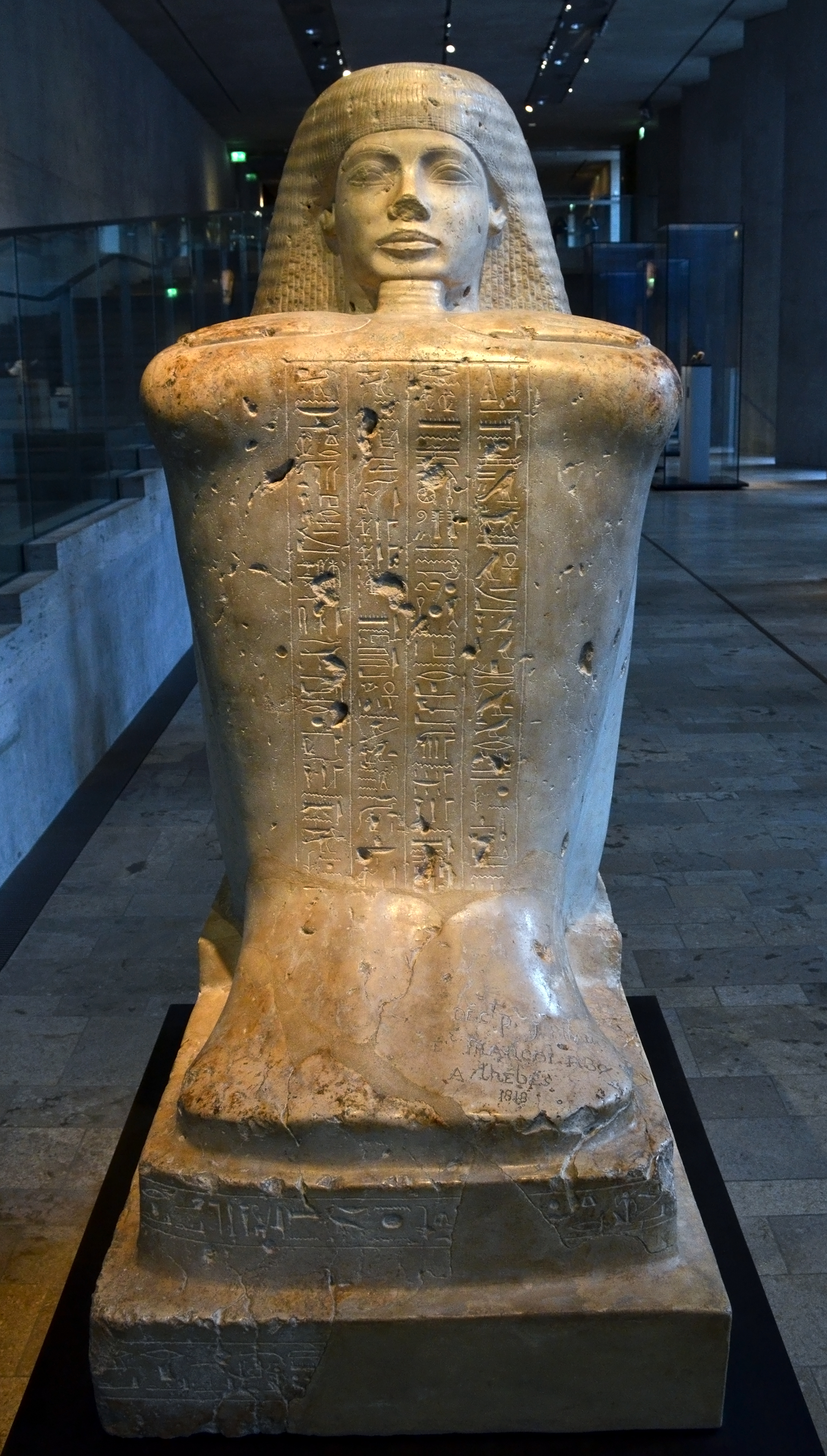
Roma-Roy, primer profeta de Amón, imagen de portada de la versión castellana de El milagro egipcio.

Schwaller de Lubicz vivió en Egipto durante doce años, estudiando los templos de Tebas en detalle. Desarrolló junto al egiptólogo francés Alexandre Varille una aproximación simbolista al antiguo Egipto. Argumentaba que los templos egipcios fueron utilizados para iniciaciones místicas, y que su diseño incorporaba un simbolismo que expresa un sistema de creencias que combinaba religión, filosofía, arte y ciencia. Creía, por ejemplo, que los egipcios eran conscientes de conceptos astronómicos como la precesión axial, el cual estuvo reflejado en sus creencias religiosas. Enlazó la era astrológica de Géminis con el desarrollo de temas dualistas en la religión egipcia, la edad de Tauro con el dios-toro Apis, y la edad de Aries con el dios Amón, el cual tenía forma de carnero. 
También argumentaba que la forma humana era la base de la arquitectura egipcia antigua, y equiparó partes de los templos con partes del cuerpo humano. Su trabajo en tres volúmenes El templo del hombre incluye un dibujo que compara el plano del Templo de Luxor con la forma de un esqueleto humano.
Lynn Picknett y Clive Prince argumentan que estas ideas estuvieron influidas por las creencias previas de Schwaller de Lubicz, como la sinarquía y la teosofía. Como muchas otras figuras del esoterismo, creía que la civilización egipcia era mucho más antigua que lo que dicta la cronología egipcia ortodoxa.

## Influencia
La egiptogía convencional ha ignorado, por lo general, las afirmaciones de De Lubicz, o incluso las ha visto con hostilidad, a pesar de que Erik Hornung ha señalado que su profunda observación en el Templo de Luxor contiene información útil para cualquier estudioso actual.
De Lubicz es una figura influyente entre los que defienden aquellas teorías sobre el Egipto antiguo que retan las conclusiones de la egiptología académica — a veces denominadas "egiptología alternativa".
Muchos partidarios del Cuarto Camino de George Gurdjieff  encuentran paralelismos entre éste y las escrituras de Schwaller de Lubicz, y ha servido también de inspiración a autores como John Anthony West, cuyas afirmaciones sobre la edad de la Gran Esfinge de Guiza se basan en las de Schwaller de Lubicz, y a Naomi Ozaniec.

## Obra
- Études sur les Nombres (Aor publications, 1917). Traducción inglesa titulada A Study of Numbers: A Guide To The constant creation of The Universe (Rochester, Vermont: Inner Traditions International, 1986). ISBN 0-89281-112-9
- L'appel du feu (Saint-Moritz: "Montalia", 1926). Reimpresión facsímil, Deuil-la-Barre: MCOR-la Table d'émeraude, 2002. ISBN 2-914946-00-7
- Adam l'homme rouge: ou les elements d'une gnose pour le mariage parfait (Montalia's Editions,St.-Moritz, 1926). Reimpresión Slatkine Editions, Geneva, 2014, con una introducción de Emmanuel Dufour-Kowalski como contribución a los estudios schwallerianos, ISBN 978-2-05-102608-6
- Le Temple dans l'homme (Le Caire, Impr. de Schindler, 1949).  Traducción inglesa titulada The Temple In Man: The Secrets of Ancient Egypt (Brookline: Autumn Press, 1977). ISBN 0-394-42079-9. Publicado en 1981 por Inner Traditions titulado The Temple In Man: Sacred Architecture and The Perfect Man. ISBN 0-89281-021-1. Traducción al castellano El templo en el hombre. Arquitectura sagrada y el hombre perfecto (Edaf, 2007, ISBN 978-84-414-1955-1)
- Du symbol et de la symbolique (publicada  de forma privada en 1951. París: Dervy, 1978). Traducción inglesa titulada Symbol And The Symbolic: Egypt, Science, and The Evolution of Consciousness (Brookline, Massachusetts: Autumn Press, 1978). ISBN 0-394-73513-7
- Le Temple de l'homme, Apet du Sud à Louqsor (París: Caractères, 1957). Traducción inglesa titulada The Temple of Man: Apet of The South at Luxor (Rochester, Vermont: Inner Traditions, 1998). ISBN 0-89281-570-1
- Propos Sur Ésotérisme et Symbole (París: La Colombe, 1960).
- Le Roi de la Théocratie Pharaonique (París: Flammarion, 1961, inicialmente publicada de forma privada en 1958). Traducción inglesa titulada Sacred Science: The King of Pharaonic Theocracy (New York: Inner Traditions International, 1982). ISBN 0-89281-007-6
- Le Miracle Égyptien, présenté par Isha Schwaller de Lubicz (París: Flammarion, 1963). Traducción inglesa titulada The Egyptian Miracle: An Introduction To The Wisdom of The Temple (New York: Inner Traditions International, 1985). ISBN 0-89281-008-4. Traducción al castellano El milagro egipcio (Ediciones Atalanta, 2023, ISBN 978-84-126014-2-8)[20][21][22][23][24][25][26][27]
- Les Temples de Karnak: contribution à l’étude de la Pensée Pharaonique (París: Dervy-Livres, 1982). ISBN 2-85076-153-2. Traducción inglesa titulada The Temples of Karnak (London: Thames & Hudson, 1999). ISBN 0-500-01923-1
- Nature Word (The Lindisfarne Press, 1982). ISBN 0-940262-00-2. Originalmente publicada como Verbe Nature por Isha Schwaller de Lubicz, “Aor”: R. A. Schwaller de Lubicz. Sa vie. Son œuvre. (La Colombe, Éditions du Vieux Colombier, París, 1963).

Utilizando el nombre Aor
- La Doctrine: trois conférences faites à Suhalia, Noël 1926 (l'éditions de St Moritz, Officina Montalia, 1927). Reimpresión facsímil, París: Axial Mundi, 1988. ISBN 2-905967-03-X.

## Edición en castellano
- El milagro egipcio. Prólogo Aaron Cheak, presentación Isha Schwaller de Lubicz, prefacio J. Ricord, traducción Andrés Piquer Otero, cartoné, 46 ilustraciones, colección Memoria mundi 157. Vilaür: Ediciones Atalanta. 2023. p. 432. ISBN 978-84-126014-2-8.
- El templo en el hombre. Arquitectura sagrada y el hombre perfecto. Editorial Edaf. 2007. ISBN 978-84-414-1955-1.
- Esoterismo y simbolismo. Ediciones Obelisco. 1981. ISBN 978-84-86000-02-8.